# Limanda limanda
Йоржуватка або ліманда (лат. Limanda limanda) — риба родини камбалових.

## Опис
Проживає у морях, що омивають західні й північні береги Європи від Біскайської затоки до Білого моря. На території Росії проживають у Фінській затоці, Баренцовому і Білому морях, особливо в Онезькій і Кандалакській затоках. На захід ареал поширюється до Ісландії.
Відмінною особливістю є бічна лінія з вигином над грудним плавцем. Середня довжина 20-30 см, іноді виростають до 40 см. Найбільша зареєстрована маса тіла 1 кг, зазвичай 150—300 г.
Забарвлення очного боку піщано-коричневе, з темнішими плямами. Нижній бік тіла білий.
Донна риба, що живе у прибережній зоні на глибинах до 50—70 м. Під час нересту з січня по серпень переміщується ближче до берега на глибину 25—50 метрів. Не мігрує. Плодовитість — 80—140 тис. ікринок, діаметром 0,7—1 мм. З ікринок виходять симетричні личинки, що осідають на глибині 10—20 метрів і які переходять до донного способу життя ще до набуття асиметричної форми тіла.

## Живлення
Основу раціону становлять різні безхребетні, такі як черви, офіури, дрібні ракоподібні, молюски. Рідше дрібна риба.

## Промисел
Є промисловою рибою. Великого комерційного улову не здійснюється. Іноді йде як прилов під час ловлі інших видів риби. Відповідно до даних Продовольчої та сільськолгосподарської організації ООН за 2004 рік спільний улов склав 15726 тонн. На першому місці за уловом — Голландія — 5162 тонни, на другому місці — Ісландія — 2953 тонни і на третьому — Данія — 2946 тонни. У морі ловиться тралами, також добре ловиться з берега.
Є недорогою рибою. На рибних ринках продається як свіжа, так і морожена, сушена або копчена.

## Зноски
1. ↑  Monroe, T.; Costa, M.; Nielsen, J.; Herrera, J.; de Sola, L. (2004). Limanda limanda. IUCN Red List of Threatened Species. 2014: e.T18214863A45790133. doi:10.2305/IUCN.UK.2014-3.RLTS.T18214863A45790133.en. {{cite journal}}: Проігноровано невідомий параметр |last-author-amp= (довідка) Downloaded on 25 March 2018.
2. ↑  International Union for Conservation of Nature (IUCN) 2014. Limanda limanda. In: IUCN 2015. The IUCN Red List of Threatened Species. Version 2015.2. Archived copy. Архів оригіналу за 27 червня 2014. Процитовано 24 січня 2011.{{cite web}}:  Обслуговування CS1: Сторінки з текстом «archived copy» як значення параметру title (посилання). Downloaded on 23 July 2015.
3. 1 2  Froese R., Pauly D. (eds.) (2023). Limanda limanda на FishBase. Версія за жовтень 2023 року.
4. 1 2 3  Ершоватка [Архівовано 30 січня 2020 у Wayback Machine.] — Рибальський сайт ALL—FISHING.RU (рос.)
5. ↑  Limanda limanda [Архівовано 4 січня 2020 у Wayback Machine.] FAO, Species Fact Sheet
6. ↑  Таблица улова [Архівовано 26 листопада 2020 у Wayback Machine.] — от FAO на FishBase